# David Nabarro
David Nabarro (Londres, 26 de agosto de 1949 — Ferney-Voltaire, 25 de julho de 2025) foi um médico, funcionário público internacional e diplomata, que atuou como consultor especial do Secretário-Geral das Organização das Nações Unidas (ONU) na Agenda 2030 para o Desenvolvimento Sustentável e as Alterações Climáticas. Ele também liderou a resposta da ONU à epidemia de cólera no Haiti e anteriormente serviu como enviado especial para o Ebola.
Em setembro de 2016, Nabarro foi nomeado pelo Reino Unido para ocupar o cargo de diretor-geral da Organização Mundial da Saúde (OMS).
Nabarro estudou na Universidade de Oxford e na Universidade de Londres e graduou como médico em 1973.

## Pandemia do COVID-19
Em 21 de fevereiro de 2020, ele foi nomeado como um dos seis Enviados Especiais do Diretor Geral da Organização Mundial da Saúde (OMS), que foram encarregados de responder à pandemia da COVID-19. Em outubro de 2020, Dr. Nabarro deu uma entrevista ao site The Spectator no YouTube, na qual ele destacou a posição da OMS sobre lockdowns em relação às respostas dos países à COVID. Como enviado especial da Organização Mundial da Saúde para a Covid-19, Nabarro disse: "Um ponto realmente importante (…). Eu gostaria de afirmar novamente: nós, da Organização Mundial de Saúde, não defendemos o lockdown como o primeiro meio de controle do vírus. O único momento em que nós acreditamos que o lockdown é justificado é para ganhar tempo para reorganizar, reagrupar e rebalancear seus recursos; proteger seus profissionais de saúde que estão exaustos. Mas, em geral, nós preferimos não fazer isto”."
Seus comentários foram tomados por alguns como significando que a OMS não apoia medidas como o lockdown. Ao invés disso, ele enfatiza que a organização não apoia o lockdown como medida primária para enfrentar o vírus. Ao invés disto, ele acredita que ter um sistema robusto de teste, rastreamento e isolamento deveria ser a prioridade para todos os governos, assegurando que todos aqueles que forem atingidos pelo vírus ou que estiveram perto dos infectados fiquem em quarentena, com o lockdown como "a reserva que você usa para tirar o calor (no sentido de intensidade) do sistema quando as coisas estão realmente ruins".
No dia 1 de Março de 2021, o Conselho Regional de Medicina do Distrito Federal declarou: “O CRM-DF é contra o lockdown como medida de controle de transmissão”, citando o doutor David Nabarro em sua declaração.

## Morte
Nabarro morreu em 25 de julho de 2025, sem ter a causa divulgada oficialmente.